# Prsní úvaz
Prsní neboli hrudní úvaz, slangově nazývaný prsák, je horolezecká pomůcka využívaná ke spojení člověka s lanem, pevným jisticím bodem, slaňovací pomůckou a pod.
Prsní úvaz je buď klasického tvaru s jedním popruhem okolo hrudi a ramínky, nebo tzv. křížový jenž je z jednoho popruhu sešitého do smyčky překřížené na zádech.
V dřívějších dobách se k navázání na lano používal samostatný prsní úvaz, což často vedlo k úrazům a úmrtím způsobených tzv. ortostatickým šokem (smrt z visu na laně).
Nyní se prsní úvaz doporučuje používat pouze v kombinaci se sedacím úvazem - vytvořením tzv. kombinovaného úvazu. Prsní úvaz v této kombinaci posunuje přípojný bod do oblasti hrudníku, tedy (u většiny lezců) nad těžiště, čímž zabraňuje při pádu pohmoždění páteře nebo přetočení lezce hlavou dolů.